# Fastiv
Fastiv (ukrainsk: Фа́стів) er en by i Kyiv oblast (provins) i det centrale Ukraine. På ældre kort er den afbildet som Chvastiv' (polsk: Chwastów). Administrativt er den indlemmet som en by af regional betydning. Den fungerer også som administrationscenter for Fastiv rajon (distrikt). Byen har en befolkning på omkring 44.841 (2021). .
Fastiv  er en vigtigt knudepunktsstation på jernbanestrækningen fra det centrale Europa til Rusland og Asien. Den 1. december 1918 underskrev delegationer fra Ukrainske Folkerepublik og Vestukrainske folkerepublik på Fastiv jernbanestation  loven, der forenede de områder i Ukraine, der var delt mellem det østrigske og det russiske imperium.
Udover transportindustrien er der også Bryggeri- og maskinindustrier, selvom størstedelen af indbyggerne er ansat ved Ukrzaliznytsias 12 jernbaneanlæg i byen.